# Бродов, Василий Васильевич
Василий Васильевич Бродов (28 февраля 1912, Москва — 4 марта 1996, Москва) — советский и российский философ, учёный-индолог, мыслитель, общественный деятель. Доктор философских наук, профессор. Ветеран Советско-финляндской войны 1939-40 гг. и Великой Отечественной войны. С 1960-х годов также йогин, учитель, исследователь и популяризатор йоги в СССР и России, главный консультант научно-популярного фильма «Индийские йоги — кто они?» и первый председатель Ассоциации йоги СССР (1989-1990). 

## Биография
Василий Васильевич Бродов — уроженец Москвы, закончил Государственный электромашиностроительный институт имени Каган-Шабшая (ВТУЗ), факультет МОКСТ в 1933 году. Продолжил дальнейшую учёбу в МИФЛИ, после окончания которого в 1936 году поступил на работу преподавателем философии в Московскую Государственную Консерваторию. Участник двух войн — советско-финляндской войны 1939-40 гг. и Великой Отечественной войны в составе 186-го армейского зенитного артиллерийского полка Карельского фронта. Прошёл от Украины до Берлина, был ранен.
После войны окончил аспирантуру Института философии АН СССР и защитил кандидатскую диссертацию на тему «Инструментализм Д. Дьюи на службе американской реакции». В 1948 году был направлен (фактически уехал в добровольную ссылку в провинцию, чтобы избежать второй волны сталинских репрессий) в Мордовский педагогический институт имени А. И. Полежаева старшим преподавателем кафедры философии. После смерти Сталина в 1953 году вернулся обратно в Москву. Одарённого, но бывшего «неблагонадёжного» сотрудника неоднократно переводили из одного вуза в другой, пока в 1962 г. ему не удалось стать доцентом кафедры диалектического и исторического материализма естественных факультетов МГУ, на которой он трудился до 1966 года.
Первый интерес к индийской философии и санскриту возник по рекомендации директора Института философии АН СССР академика Георгия Александрова, который предложил новому аспиранту и в дальнейшем сотруднику института присмотреться к индийской тематике, когда Индия обрела независимость в 1947 г. Помимо активной преподавательской работы Василий Бродов успешно заканчивает курсы санскрита и занимается организацией, систематизацией и философским анализом переводов текстов древних Упанишад. В 1963 г. эти переводы увидели свет в виде отдельной книги «Древнеиндийская философия. Начальный период» (подготовка текстов, вступительная статья и комментарии В. В. Бродова; второе издание 1972 г.). Данная книга явилась первой публикацией многотомной серии «Философское наследие», включающей труды выдающихся мыслителей всех времен.
В 1961 году увидела свет докторская диссертация В. Бродова «Прогрессивная философская и социологическая мысль Индии в Новое Время (1850—1917)» (1964). В 1967 году диссертация была издана отдельной книгой-монографией «Индийская философия нового времени» в издательстве МГУ. Книга получила высокую оценку не только в СССР среди советских индологов, но также и за рубежом. Так, немецкий индолог Вальтер Рубен назвал её первым систематическим исследованием по истории индийской философии конца XIX — начала XX вв. В 1984 году книга была переведена и издана на английском языке под названием «Indian Philosophy in Modern Times» (Progress Publishers) и выдержала два тиража общим числом ок. 30 000 экз. В 80-е годы данная книга стала настоящим бестселлером в категории «история философии» в англоязычном мире и самой Индии, показывая, как можно рассматривать индийскую философию с точки зрения европейского рационального критического мышления, путем анализа отдельных категорий и концепций и дальнейшего синтеза, в отличие от традиционного восточного мистического и спиритуалистического подхода.
В 1965 г. В. Бродов в качестве учёного секретаря принимает участие в подготовке к изданию «Истории философии» в шести томах, где им написаны отдельные главы по истории индийской философии.
В 1966 году стал заведующим кафедрой философии Всесоюзного заочного инженерно-строительного института, продолжал труды по индийскому направлению в истории философии.
В середине 60-х годов для изучения возможностей применения йоги при подготовке космонавтов и длительного пребывания на космической орбите в условиях невесомости в Советский Союз из Индии был приглашён известный индийский йог Дхирендра Брахмачари, личный учитель йоги премьер-министра Индии Индиры Ганди. Он читал теоретические лекции и проводил практические занятия в закрытой группе. Профессору Бродову удалось попасть в эту группу, где обучался ограниченный круг лиц, включая известных советских космонавтов. Ощутив на себе благотворное влияние йоги (ранение и контузия, полученные на войне, давали о себе знать), Василий Бродов стал поклонником и пропагандистом йоги, даже несмотря на её официальный запрет со стороны властей. Им был написан и издан целый ряд статей в прессе и несколько книг по индийской философии и методологии практических занятий йоги. 
Первым обнародованным трудом В. В. Бродова о йоге была статья «Учение индийских йогов о здоровье человека в свете современной науки», вошедшая в сборник «Философские вопросы медицины» (с Л. М. Сухаребским, 1962) Назначением данного сборника было скорее критика подобных занятий, но Бродов рассматривал участие в нём как хоть какую-то возможность рассказать читателям о йоге (до этого в послевоенное время о йоге в СССР не было официально издано ни одной статьи). После этого Бродову удалось напечатать ещё целый ряд статей об индийских йогах в различных изданиях, в том числе в журнале «Наука и религия» (1962, № 4) и в авторитетном в то время «Научно-атеистическом словаре» (М., 1969). Одно из самых известных начинаний проф. Бродова — его участие в качестве соавтора и главного консультанта научно-популярного фильма «Индийские йоги — кто они?», вышедшего в прокат в СССР в 1970 году и вызвавшего прилив интереса и к йоге, и к самой Индии.
Сам проф. Бродов писал по поводу замысла этого фильма так:

Годы культа личности и застоя в нашей стране были временем резко негативного отношения к йоге. Официально объявлялось, что йога с философской точки зрения — это идеализм, религия, мистика, а на практике — это знахарство, шаманство, акробатика. У нас, создателей фильма, был замысел: во-первых, познакомить советских людей с уникальным явлением древней индийской культуры; во-вторых, вызвать у наших учёных, в первую очередь, представителей медико-биологических наук, размышления на тему «твои возможности, человек»; в-третьих, побудить специалистов к извлечению из йоги того рационального зерна, которое могло бы послужить нашим людям дополнительным резервом здоровья.

Однако доводы создателей фильма были восприняты в Минздраве и Госкомспорте как «пропаганда идеализма и религии», а сам фильм был изъят из проката и «положен на полку», а вскоре (с 1974 г.) в стране был объявлен запрет и на йогу в целом. В эти же годы В. Бродов в составе группы учёных и общественных деятелей готовит и подписывает открытое письмо на имя генерального секретаря ЦК КПСС Л. И. Брежнева и председателя Совета Министров СССР А. Н. Косыгина с просьбой снять запреты на йогу и, более того, создать научно-исследовательский институт йога-терапии. Видимого отклика данное обращение не возымело.
Однако В. В. Бродов остаётся верным йоге, продолжает в меру сил и возможностей деятельность в этом направлении. Уже после Перестройки, 19 октября 1989 года, он один из участников первой Всесоюзной научно-практической конференции «Йога: проблемы оздоровления и самосовершенствования человека», прошедшей в одном из конференц-залов высотки МГУ, на которой В. В. Бродов был избран первым председателем Ассоциации йоги СССР.
В. В. Бродов также был избран Президентом Ассоциации философских и медицинских проблем йоги Российского философского общества.

## Любопытные факты
Во время заключения в ГУЛАГе (1937-1942) встретился и подружился с Александром Захаровичем Февралевым Архивная копия от 7 ноября 2021 на Wayback Machine, вторым шофером Ленина и "дядькой" Василия Сталина, которого сталинская система также отправила в лагеря. После возвращения с войны дружба продолжилась в Москве. Также с гулаговских времен поддерживал дружеские отношения с писателем Георгием Ивановичем Шелестом.        
12 сентября 1943 г. во время боя на Карельском фронте совершил военный подвиг: «при отражении налета группы бомбардировщиков противника, точной и бесперебойной работой автомата сбил самолёт Ю-87, проявив при этом стойкость и мужество» (приказ № 03) Архивная копия от 1 января 2021 на Wayback Machine. Был представлен к ордену, но, по рассказу Василия Васильевича, на передовой орденов не хватало, поэтому наградили «солдатским орденом» — медалью «За Отвагу». При этом не является прототипом одноимённого героя поэмы «Василий Теркин» Александра Твардовского, который подбил самолёт из обычной винтовки, был представлен к ордену, но согласился на медаль.
За всю свою жизнь профессор Бродов так и не побывал в Индии, хотя выезжал в командировки в Болгарию, Польшу, Австрию, Монголию, Великобританию, Японию, Чехословакию и Венгрию. После 1991 года поступило приглашение посетить Институт Культуры Миссии Рамакришны в г. Калькутта, но состояние здоровья уже не позволило отправиться в дальнюю поездку.

## Научные труды
- Рабиндранат Тагор // Вопросы философии. 1961. № 5;
- Интегральная веданта Ауробиндо Гхоша // Общественно-политическая и философская мысль Индии. М., 1962;
- Древнеиндийская философия. М., 1963 (2-е изд. — 1972);
- К вопросу о толковании ведийского гимна «Насадия» // Краткие сообщения Института народов Азии. Из истории философской и общественно-политической мысли стран Востока. М., 1964;
- Ведантизм Вивекананды // Идеологические течения современной Индии. М., 1965;
- Индийская философия нового времени. — М.: Изд-во Моск. ун-та, 1967. — 283 с.
- Бродов В. В., Игнатовский Л. И. Пути и средства формирования коммунистической морали. — М.: Знание, 1967. — 48 с. (В помощь лектору. 50 лет Великого Октября/ О-во "Знание" РСФСР. Науч.-метод. совет по пропаганде философ. знаний).
- Бродов В. В., Игнатовский Л. И. В. И. Ленин о коммунистическом воспитании. — М.: Знание, 1970. — 44 с. (К 100-летию со дня рождения В. И. Ленина. В помощь лектору).
- "Indian Philosophy in Modern Times" Progress Publishers, Moscow (на англ. яз. — М., 1984, 2-е изд. — 1988);
- Истоки философской мысли индии. Йога: методология практических занятий. — М.: Изд-во МГУ, 1990. — 222 с. ISBN 5-211-01958-X